# Associazione Fascista Calcio Venezia 1938-1939
Questa pagina raccoglie i dati riguardanti l'Associazione Fascista Calcio Venezia nelle competizioni ufficiali della stagione 1938-1939.

## Rosa
| N. |                    | Ruolo | Calciatore            |
| -- | ------------------ | ----- | --------------------- |
|    | Uruguay (bandiera) | A     | Giovanni Alberti      |
|    | Italia (bandiera)  | C     | Pietro Andrich        |
|    | Italia (bandiera)  | P     | Manlio Bacigalupo     |
|    | Italia (bandiera)  | A     | Deo Baldi             |
|    | Italia (bandiera)  | A     | Antonio Bisigato      |
|    | Italia (bandiera)  | A     | Nello Bresin          |
|    | Italia (bandiera)  | C     | Piero Castello        |
|    | Italia (bandiera)  | A     | Giuseppe Chiesa       |
|    | Italia (bandiera)  | A     | Guido Corbelli        |
|    | Italia (bandiera)  | C     | Riccardo Della Puppa  |
|    | Italia (bandiera)  | C     | Italo Famea           |
|    | Italia (bandiera)  | A     | Mario Formenton       |
|    | Italia (bandiera)  | D     | Emilio Gattoronchieri |

| N. |                    | Ruolo | Calciatore        |
| -- | ------------------ | ----- | ----------------- |
|    | Italia (bandiera)  | C     | Balilla Lombardi  |
|    | Italia (bandiera)  | C     | Francesco Pernigo |
|    | Italia (bandiera)  | D     | Aldo Pondrano     |
|    | Italia (bandiera)  | A     | Italo Salvadori   |
|    | Italia (bandiera)  | C     | Enrico Schinardi  |
|    | Italia (bandiera)  | D     | Andrea Signoretto |
|    | Italia (bandiera)  | D     | Teodoro Signorini |
|    | Italia (bandiera)  | C     | Lidio Stefanini   |
|    | Italia (bandiera)  | D     | Luigi Stivanello  |
|    | Uruguay (bandiera) | C     | Víctor Tortora    |
|    | Italia (bandiera)  | P     | Cesare Valinasso  |
|    | Italia (bandiera)  | C     | Leo Zavatti       |

## Risultati

### Serie B

#### Girone di andata
| Arbitro: | Pirovano (Monza) |

|           |           |  |
| Fibbi 78’ | Marcatori |  |

| Arbitro: | Ceccherini (Como) |

|                 |           |            |
| Alberti Pernigo | Marcatori | 63’ Quario |

| Arbitro: | Curradi (Firenze) |

|            |           |                               |
| Longhi 49’ | Marcatori | 33’ Pernigo 35’, 69’ Corbelli |

| Vigevano 9 ottobre 1938 4ª giornata | Vigevano          | 0 – 0 referto | Venezia | Campo Sportivo\| Arbitro: \| Saracini (Ancona) \| |
| Arbitro:                            | Saracini (Ancona) |               |         |                                                   |

| Arbitro: | Scotto (Savona) |

|            |           |  |
| Chiesa 39’ | Marcatori |  |

| Casale Monferrato 23 ottobre 1938 6ª giornata | Casale               | 0 – 0 referto | Venezia | Stadio Natale Palli\| Arbitro: \| Ciamberlini (Genova) \| |
| Arbitro:                                      | Ciamberlini (Genova) |               |         |                                                           |

| Arbitro: | Mastellari (Bologna) |

|                                     |           |              |
| Pernigo 40’, 83’ Tortora 74’ (rig.) | Marcatori | 55’ Cappello |

| Arbitro: | Salvatori (Roma) |

|                              |           |  |
| Lenzi 26’ (rig.) Bandini 69’ | Marcatori |  |

| Arbitro: | Mazzarini (Roma) |

|  |           |           |
|  | Marcatori | 24’ Conti |

| Arbitro: | Gnocchini (Como) |

|               |           |             |
| Cellerino 25’ | Marcatori | 75’ Tortora |

| Arbitro: | Bertolio (Torino) |

|             |           |  |
| Alberti 21’ | Marcatori |  |

| Arbitro: | Zelocchi (Modena) |

|                 |           |                  |
| Vecchi 24’, 61’ | Marcatori | 16’, 31’ Alberti |

| Arbitro: | Ceccherini (Como) |

|              |           |  |
| Lombardi 48’ | Marcatori |  |

| Arbitro: | Dellarole (Vercelli) |

|            |           |                                               |
| Pernigo 2’ | Marcatori | 32’ (aut.) Signoretto 62’ Cristina 77’ Varoli |

| Palermo 15 gennaio 1939 15ª giornata | Palermo        | 0 – 0 referto | Venezia | Stadio Michele Marrone\| Arbitro: \| Mazza (Napoli) \| |
| Arbitro:                             | Mazza (Napoli) |               |         |                                                        |

| Arbitro: | Curradi (Firenze) |

|               |           |  |
| Presselli 90’ | Marcatori |  |

| Arbitro: | Scotto (Savona) |

|                              |           |             |
| Alberti 26’, 33’ Pernigo 89’ | Marcatori | 9’ Scategni |

#### Girone di ritorno
| Arbitro: | Soliani (Genova) |

|              |           |  |
| Corbelli 59’ | Marcatori |  |

| Arbitro: | Saracini (Ancona) |

|  |           |             |
|  | Marcatori | 57’ Pernigo |

| Venezia 19 febbraio 1939 20ª giornata | Venezia          | 0 – 0 referto | Fanfulla | Stadio Pier Luigi Penzo\| Arbitro: \| Melioli (Genova) \| |
| Arbitro:                              | Melioli (Genova) |               |          |                                                           |

| Arbitro: | Rosso (Torino) |

|              |           |              |
| Corbelli 53’ | Marcatori | 32’ Porcelli |

| Arbitro: | Pirovano (Monza) |

|                         |           |                 |
| Ciferri 15’ Bertoni 17’ | Marcatori | 58’ Lombardi II |

| Arbitro: | Siino (Palermo) |

|                                         |           |  |
| Alberti 7’ Lombardi II 41’ Corbelli 86’ | Marcatori |  |

| Arbitro: | Zelocchi (Modena) |

|                  |           |             |
| Orzan 57’ (rig.) | Marcatori | 90’ Pernigo |

| Arbitro: | Gnocchini (Como) |

|            |           |             |
| Pernigo 5’ | Marcatori | 10’ Gambini |

| Arbitro: | Carminati (Milano) |

|                          |           |  |
| Andreis 40’ Bonesini 59’ | Marcatori |  |

| Arbitro: | Tamaro |

|                                            |           |  |
| Lombardi I 17’ Lombardi II 71’ Pernigo 86’ | Marcatori |  |

| Ferrara 21 aprile 1939 28ª giornata | SPAL           | 0 – 0 referto | Venezia | Campo Littorio\| Arbitro: \| Leoni (Milano) \| |
| Arbitro:                            | Leoni (Milano) |               |         |                                                |

| Arbitro: | Bertolio (Torino) |

|         |           |                  |
| Pernigo | Marcatori | 86’ Tagliasacchi |

| Arbitro: | Pirovano (Monza) |

|  |           |              |
|  | Marcatori | 53’ Corbelli |

| Arbitro: | Rizzo |

|  |           |             |
|  | Marcatori | 34’ Pernigo |

| Arbitro: | Reggiani |

|                |           |  |
| Pernigo Chiesa | Marcatori |  |

| Arbitro: | Mantovani (Ferrara) |

|                                        |           |  |
| Alberti 29’ Lombardi 52’ Stefanini 67’ | Marcatori |  |

| Arbitro: | Scorzoni (Bologna) |

|  |           |             |
|  | Marcatori | 67’ Pernigo |

### Coppa Italia
| Arbitro: | Moretti |

|  |           |              |
|  | Marcatori | 34’ Corbelli |

| Arbitro: | Rosso (Torino) |

|  |           |             |
|  | Marcatori | 81’ Andrich |

| Arbitro: | Tonnetti (Roma) |

|                              |           |                 |
| Alberti 28’, 76’ Tortora 81’ | Marcatori | 27’, 88’ Petron |

| Arbitro: | Mattea (Torino) |

|              |           |                     |
| Castello 80’ | Marcatori | 54’ Capra 85’ Boffi |

## Statistiche

### Statistiche di squadra
| Competizione | Punti | In casa | In casa | In casa | In casa | In casa | In casa | In trasferta | In trasferta | In trasferta | In trasferta | In trasferta | In trasferta | Totale | Totale | Totale | Totale | Totale | Totale | DR  |
| Competizione | Punti | G       | V       | N       | P       | Gf      | Gs      | G            | V            | N            | P            | Gf           | Gs           | G      | V      | N      | P      | Gf     | Gs     | DR  |
| ------------ | ----- | ------- | ------- | ------- | ------- | ------- | ------- | ------------ | ------------ | ------------ | ------------ | ------------ | ------------ | ------ | ------ | ------ | ------ | ------ | ------ | --- |
| Serie B      | 43    | 17      | 11      | 4       | 2       | 27      | 10      | 17           | 5            | 7            | 5            | 12           | 13           | 34     | 16     | 11     | 7      | 39     | 23     | +16 |
| Coppa Italia |       | 2       | 1       | 0       | 1       | 4       | 4       | 2            | 2            | 0            | 0            | 2            | 0            | 4      | 3      | 0      | 1      | 6      | 4      | +2  |
| Totale       |       | -       | -       | -       | -       | -       | -       | -            | -            | -            | -            | -            | -            | -      | -      | -      | -      | -      | -      | -   |

### Statistiche dei giocatori
| Giocatore         | Serie B  | Serie B | Coppa Italia | Coppa Italia | Totale   | Totale |
| Giocatore         | Presenze | Reti    | Presenze     | Reti         | Presenze | Reti   |
| ----------------- | -------- | ------- | ------------ | ------------ | -------- | ------ |
| G. Alberti        | ?        | ?       | ?            | ?            | ?        | ?      |
| P. Andrich        | ?        | ?       | ?            | ?            | ?        | ?      |
| M. Bacigalupo     | ?        | ?       | ?            | ?            | ?        | ?      |
| D. Baldi          | ?        | ?       | ?            | ?            | ?        | ?      |
| A. Bisigato       | ?        | ?       | ?            | ?            | ?        | ?      |
| N. Bresin         | ?        | ?       | ?            | ?            | ?        | ?      |
| P. Castello       | ?        | ?       | ?            | ?            | ?        | ?      |
| G. Chiesa         | ?        | ?       | ?            | ?            | ?        | ?      |
| G. Corbelli       | ?        | ?       | ?            | ?            | ?        | ?      |
| R. Della Puppa    | ?        | ?       | ?            | ?            | ?        | ?      |
| I. Famea          | ?        | ?       | ?            | ?            | ?        | ?      |
| M. Formenton      | ?        | ?       | ?            | ?            | ?        | ?      |
| E. Gattoronchieri | ?        | ?       | ?            | ?            | ?        | ?      |
| B. Lombardi       | ?        | ?       | ?            | ?            | ?        | ?      |
| F. Pernigo        | ?        | ?       | ?            | ?            | ?        | ?      |
| A. Pondrano       | ?        | ?       | ?            | ?            | ?        | ?      |
| I. Salvadori      | ?        | ?       | ?            | ?            | ?        | ?      |
| E. Schinardi      | ?        | ?       | ?            | ?            | ?        | ?      |
| A. Signoretto     | ?        | ?       | ?            | ?            | ?        | ?      |
| T. Signorini      | ?        | ?       | ?            | ?            | ?        | ?      |
| L. Stefanini      | ?        | ?       | ?            | ?            | ?        | ?      |
| L. Stivanello     | ?        | ?       | ?            | ?            | ?        | ?      |
| V. Tortora        | ?        | ?       | ?            | ?            | ?        | ?      |
| C. Valinasso      | ?        | ?       | ?            | ?            | ?        | ?      |
| L. Zavatti        | ?        | ?       | ?            | ?            | ?        | ?      |